# 9391 Slee
9391 Slee eller 1994 PH1 är en asteroid i huvudbältet som upptäcktes den 14 augusti 1994 av den australiensiske astronomen Robert H. McNaught vid Siding Spring-observatoriet. Den är uppkallad efter radioastronomen Bruce Slee.